# Lago Kvíslavatn
O Kvíslavatn é um lago situado nas Terras Altas da Islândia, a oeste da estrada Sprengisandur e a sudeste do glaciar Hofsjökull, com uma superfície de aproximadamente 2,6 km².